# Lago Nejanalini
O lago Nejanalini é um lago de água doce localizado no norte da província de Manitoba, perto da fronteira da província com os Territórios do Noroeste, no Canadá.
Próximo das margens deste lago encontra-se o Aeródromo do Lago Nejanilini que serve as localidades de The Lodge e de Little Duck. Este aeródromo já foi denominado como Aeroporto do Lago Nejanilini Lodge. .